# Joachim Frederik Schouw
Joachim Frederik Schouw (født 7. februar 1789 i København, død 28. april 1852 sammesteds) var en dansk botaniker og politiker, bror til Andreas Schouw og far til Georgia Skovgaard.

## Liv og gerning

### Barndom og ungdom
Joachim Frederik Schouw var ældste søn efter vinhandler Poul Schouw (1751 – 1800) og Sara Georgia, født Liebenberg (1761 – 1826). Det blev bestemt, at han skulle træde ind i faderens forretning, og han blev derfor tidlig sat til at deltage i det tilknyttede arbejde. Da han va tolv år gammel, døde faderen, og moderen sad nu tilbage i trange kår med en flok af 7 små børn. Da hans helbred syntes at lide ved opholdet i den fugtige vinkælder, kom han, 15 år gammel, i tjeneste som skriverdreng hos prokurator Bjerring. Her forblev han 3 år, i det han samtidig forberedte sig til præliminæreksamen for senere at tage dansk-juridisk eksamen. Men da denne eksamen blev afskaffet, underkastede han sig 1808 den strengere eksamen artium, og 1809 tog han 2. eksamen.
Hans interesse for naturvidenskaben viste sig allerede i 13-14-års alderen, da han var til forelæsning med Martin Vahl, om zoologi og Botanik. Vahl døde allerede i 1804, men frem til sin død, tog han sig af Schouw. Desuden overværede han J.W. Hornemanns forelæsninger og deltog i dennes og Schumachers studieture. Schouws forberedelse til eksamen betød en midlertidig afbrydelse af disse studier, men efter at være bleven student genoptog han dem, navnlig under Hornemanns vejledning. Da naturstudiet ikke virkede til at være en levevej, blev han nødt til at finde andre indtægtsmuligheder. Schouw gav sig til at studere jura, og 1811 tog han juridisk eksamen samt nogle måneder senere den praktiske prøve. I 1813 blev han volontør, senere underkancellist, i Danske Kancelli, og desuden tjente han penge som juridisk manuduktør. På denne måde fik han tjent nok penge til at fortsætte de naturhistoriske studier.

### Pioner indenfor plantegeografien
Netop i det 19. århundredes 2 første årtier etableredes plantegeografien som videnskab: Alexander von Humboldt var vendt hjem fra sin 5-årige rejse til tropisk Amerika og havde 1805 og 1807 offentliggjort sine første banebrydende skrifter, der efterfulgtes af andre, og Robert Brown, Augustin Pyrame de Candolle, Leopold von Buch og Wahlenberg offentliggjorde vigtige plantegeografiske arbejder af forskellig karakter. Det er hævet over al tvivl, at disse mænd fik stor betydning for Schouws udvikling. Men hvad der gjorde ham til plantegeograf, var måske især den botaniske rejse, som han selv, 23 år gammel i 1812, foretog i Norge sammen med den lovende, unge norske botaniker Christen Smith, for plantegeografiske forhold træder jo ikke tydeligere og mere interessant frem end i bjergrige lande. Selv oplyser han, at "Nogle Aar senere udkastede jeg en Plan til en plantegeografisk Undersøgelse af Italiens og Siciliens Vegetation" for derved at skaffe et mellemled mellem Humboldts undersøgelser i troperne og Göran Wahlenbergs i polaregnene, Alperne og Karpaterne. Ved varm anbefaling af Hornemann fik han rejseunderstøttelse dels fra Fonden ad usus publicos, dels fra universitetet og dels fra gehejmeråd Johan Bülow til Sanderumgaard. Et års tid anvendte han til forberedelse til denne rejse, og tillige disputerede han for doktorgraden, 28. september 1816. Hans disputats, De sedibus plantarum, handler om det spørgsmål, om man skal antage, at individerne af en planteart, der vokser i måske vidt adskilte lande, nedstammer fra et og samme individ og ved vandringer have bredt sig fra det oprindelige udgangspunkt til alle dens nuværende voksesteder, eller om arten er udviklet på forskellige steder med forskellige oprindelse. Han kom til den overbevisning, at vandringsmidlerne er utilstrækkelige, og at de samme kosmiske momenter på forskellige steder have frembragt de samme arter. Geologiske forhold, der først langt senere blev bekendte, løser nu på naturlig måde mange spørgsmål, som Schouw kun kunne løse, som han gjorde, men for øvrigt har spørgsmålet siden beskæftiget botanikerne helt frem til nutiden, nu om stunder ikke mindst i nøje tilknytning til Darwins udviklingslære. Schouw er for så vidt også inde på den tanke, som han sympatiserede med, at højere dyr og planter skulle være fremkommet "ved successiv Transmutation" af ufuldkomnere (ukomplette).

### Første rejse til Italien
Slutningen af 1816 tiltrådte den 27årige dr.phil. sin rejse, der varede til 1820, omtrent 3½ år. Et bevis på de forventninger, man gjorde sig til ham, også som jurist, er, at han omtrent samtidig blev foreslået til lektor i lovkyndighed ved det nye universitet i Christiania. Målet for rejsen var at sammenligne forholdet mellem klima og plantevækst. Vinteren 1816-17 tilbragte han i Göttingen, i foråret 1817 kom han til Triest, og efterfølgende rejste han gennem Alperne, Apenninerne til Kalabriens sydligste del, Sicilien, han besteg Abruzzernes og Kalabriens højeste bjerge og Etna, hvis udbrud han oplevede. I efteråret 1819 rejste han over Alperne, Genf og Paris til Danmark.
Hjemvendt stod han atter over for det gamle dilemma mellem juraen som det, der gav levebrød, eller botanikken, som fyldte hans interesse. Problemet blev afklaret ved, at kongen forlængede hans rejseunderstøttelse for et år og 28. april 1821 udnævnte ham til ekstraordinær professor i botanik ved universitetet. Efter hjemkomsten var han straks begyndt at bearbejde det indsamlede materiale; "men under Arbejdet følte jeg snart, hvor meget vi .... endnu savne Grundsætningerne for en almindelig Plantegeografi; ... da jeg desuden i Sommeren 1820 i en Forelæsning (som Privatdocent) havde gjort et Forsøg på en systematisk Fremstilling af denne Videnskab, saa troede jeg det passende at meddele Publikum denne Fremstilling noget udførligere".

### Grundtræk af den almindelige Plantegeografi
I 1822 udkom da hans største og betydeligste arbejde: Grundtræk af den almindelige Plantegeografi. Værket fremkom på en tid, hvor Humboldts, Rob. Browns, Wahlenbergs og andres arbejder kun var brudstykker af plantegeografien eller udkast til grundtræk af denne, idet en almindelig plantegeografi eksisterede endnu ikke. Schouw havde derfor mange vanskeligheder at overvinde: begreberne skulle forklares og defineres, nye udtryk dannes og en uendelighed af spredte data sammenarbejdes. I bogen undersøger han først, hvilke ydre forhold der bestemmer plantens stedforhold; derefter betragter han arternes, slægternes og familiernes stedlære, og endelig sammenligner han jordklodens forskellige dele med hensyn til plantevækst. Han inddeler jordoverfladen i 22 plantegeografiske "riger" (områder) og disse i provinser, og han benævner til dels disse riger efter karakteriserende planter. For eftertiden synes det at være ret vilkårlige regler, som han opstillede for, om en del af jordkloden skulle danne et rige eller ikke, og eftertiden har tillige foretaget mange ændringer i inddelingen på grundlag af et langt større og mere fuldkomment materiale (allerede i 1833 forøgede Schouw selv rigernes antal), men den gør det mærkværdig godt. Samtidig med ham var for øvrigt Pyrame de Candolle slået ind på den samme vej, uden at Schouw kendte hans 1820 publicerede arbejde, og denne rent floristisk-systematiske vej er fulgt i talrige senere arbejder. Schouws Grundtræk var et meget stort og ganske originalt arbejde, det første almindelige værk over plantegeografien, præget af den samme klarhed og orden, som udmærker alle hans arbejder, hvorfor det også vakte almindelig opmærksomhed og gjorde hans navn bekendt i Europa (det blev 1823 oversat på tysk af ham selv). Han var også den første, der på kort gengav de geografiske udbredningsforhold og inddelingen af jordoverfladen, i det han 1824 på eget forlag udgav et til værket knyttet atlas med 12 billedtavler; det er navnlig voksekredsene af en række planter, der spille en rolle i menneskelivet, som han har illustreret på disse kort.

### Videnskabelige arbejder
I de følgende år skrev han mange mindre afhandlinger og recensioner i inden- og udenlandske tidsskrifter og desuden et større værk. Det danske Videnskabernes Selskab havde i 1822 udsat en prisopgave: En dansk Meteorologi eller Skildring af Vejrligets Beskaffenhed i Danmark tillige med en Udvikling af Grundene til samme. Schouw vandt prisen, og 1826 udkom hans store bog om dette emne. I 1823 blev han, kun 34 år gammel, medlem af Det kongelige danske videnskabernes Selskab, og her fik han snart flere opgaver, for eksempel at være medudgiver af Collectanea meteorologica (1829-45). Som meteorolog har han den fortjeneste at have fundet en original metode til udregning af middelværdier for temperaturen, en metode, som endnu anvendes, og som han benyttede til at beregne danske middeltemperaturer af de daglige observationer.
I disse år hold han forelæsninger ved universitetet om den fysiske geografi. Men hans helbred var ikke længere så godt, og i lange periodder, "stundum halve Aar", var han sygemeldt. I dette tiår blev han gift (24. april 1827) med Susette Dalgas (egentlig Susanne Marie Augustine Peschier Dalgas; 1798 – 1844), som var datter af præsten Jean Marc Dalgas ved den reformerte menighed i Fredericia og altså faster til Enrico Mylius Dalgas. Deres datter Geogia Schouw blev gift med maleren P.C. Skovgaard.
Da han 1828 skulle skrive programmet til universitetets reformationsfest, udgav han Specimen geographiæ physicæ comparativæ, et brudstykke af sine forelæsninger, i hvilket han foretager en sammenligning mellem Alperne, Pyrenæerne og Skandinaviens bjerge som illustration af, hvorledes jordens overflade bør inddeles efter dens naturforhold, ikke efter politiske. Hans tale ved festen gik ud på, at klimaet og andre naturforhold kun har ringe indflydelse på folkenes karakter eller egenskaber.

### Anden rejse til Italien
Da det på hans lange rejse indsamlede materiale ved nærmere bearbejdelse ikke syntes ham tilstrækkeligt til hans mål, en bog om Italiens klima og plantevækst, fik han en ny rejseunderstøttelse af regeringen, og sammen med sin hustru foretog han, fra begyndelsen af 1829 til slutningen af 1830, en ny rejse til Italien, på Sicilien sammen med palæontologen P.W. Lund.

### Populærvidenskabelig virksomhed
Tiåret 1830-40 blev mindre helliget til videnskabelige studier end til anden virksomhed. Schouw havde på samme måde som H.C. Ørsted et ønske om at sprede sin viden til den store offentlighed og en lignende evne til at give sine fremstillinger en klar og almenfattelig form. Hans virke på dette område førte til forskellige arbejder. Dansk Ugeskrift blev oprettet, og Schouw blev dets redaktør (1. Række, 1831-36). Dets opgave var "paa en letfattelig Måde at afhandle de Genstande, der have Interesse for de dannede Klasser af Folket", og "det skulde være et Folkeblad, men ikke et Almuesblad". Schouw forstod at knytte de fleste af datidens fremragende mænd til sig som medarbejdere. I det optrådte Schouw som varm tilhænger af ændringer af skoleundervisningen; han kæmper for at indføre naturhistorieundervisning i skolerne og for at fjerne den tørhed og tomhed, som herskede i geografiundervisningen; han havde stor fortjeneste i begge henseender. Blandt andet skrev han i 1832 Evropa, en letfattelig Naturskildring, der oversattes på 4 forskellige sprog. I 1833 greb han med glæde en idé af Eschricht om at oprette Naturhistorisk Forening, hvis formål var at udbrede naturhistoriske kundskaber hos den dannede del af folket; denne forening virkede også efter hans død ved "populære" forelæsninger. Som foredragsholder udfoldede Schouw en overordentlig virksomhed, ja endnu i 1850 virkede han på dette område. En række af hans foredrag blev senere samlede i en bog, Naturskildringer (1837), hvis klare, ædruelige og fængslende fremstilling stiller dem meget højt i dansk litteratur og gør, at man kan læse dem med glæde selv endnu. Schouw har utvivlsomt haft stor indflydelse på hele folkets naturhistoriske opdragelse.

### Tillidshverv
Hans liv i trediverne må have været meget uroligt, mangesidigt og anstrengende. Foruden det nævnte holdt han forelæsninger ved universitetet og Polyteknisk Læreanstalt, udgav til støtte for dem Erindringsord over de plantegeografiske riger (1833), den almindelige plantelære (1837), senere over lægeplanter (1843) og over anvendte planter (1844). Der var næppe noget af de mange nye foretagender, som da blev sat i gang, uden at han næsten var selvskreven til at være med; han blev 1835 formand for selskabet til havekulturens fremme og redaktør af de 5 første bind af Havetidende, 1834 medlem af landhusholdningsselskabets skriftkomité, medlem af komiteen om realskolevæsenet, medstifter af og i flere år formand for Athenæum, medstifter af og formand for trykkefrihedsselskabet, og hertil kom så endelig hans politiske liv.

### Tredje Italiensrejse og leder af Botanisk Have
Med 1839 træder Schouw ind i et nyt afsnit af sit liv. Han opnåede da at få publiceret 1. del af Tableau du climat et de la vegetation de l'Italie, der indeholder meteorologiske oplysninger. Men ønsket om at samle mere materiale og håbet om at styrke det svækkede helbred førte ham til at foretage sin tredje rejse til Italien, denne gang for egen regning (1839-40) og ligeledes ledsaget af sin svagelige hustru (som døde 1844). Men derefter forøgedes hans embedsgerning: J.W. Hornemann døde 1841, og Schouw blev direktør for Botanisk Have, professor botanik og (1845) medlem af konsistorium. Den botaniske have var under Hornemanns sidste, af sygdom prægede leveår i nogen grad gået i forfald, og Schouw, der aldrig havde haft interesse for den "beskrivende" og systematiske botanik, stod over for og påtog sig det store arbejde at revidere havens samling af levende planter, omkring 8.000 arter. I 1847 udgav han en fortegnelse over havens planter, der vare blevne bestemte i de forløbne 5 år (næsten halvdelen). Også på anden måde har han stor fortjeneste af haven.

### Sidste år
Han blev også udgiver af Flora Danica sammen med J. Vahl, og han var medstifter af og tog del i næsten alle de skandinaviske naturforskermøder. Dertil kom, at han på ny blev redaktør af Dansk Ugeskrift (2. Række, 1842-46) og dets fortsættelse, Dansk Tidsskrift (1847-51). Under disse omstændigheder er det næppe overraskende, at han aldrig fik sit arbejde over Italien færdigt; i løbet af fyrrerne publicerede han vel i Videnskabernes Selskabs publikationer og andetsteds en række specielle arbejder over Italiens nåletræer, lyngplanter, egefamilien, birkefamilien og græsarterne, i henseende til udbredelse vandret og i højden, men et afsluttende, på fransk affattet arbejde, sidste del af Tableau du climat etc., opnåede han ikke at få at se. I slutningen af fyrrerne bragtes han atter til livlig deltagelse i det politiske liv, men i 1850 trak han sig tilbage fra dette og fra andre tillidshverv. Han led nu oftere og mere under sygdom, men han vedblev dog at virke som universitetslærer, indtil han efter ansøgning fik afsked fra 1. april 1852. Men allerede 28. april samme år, endte hans virksomme liv, i hvilket han havde erhvervet sig almen agtelse og hengivenhed, endog hos politiske modstandere.

## Hædersbevisninger
Den 28. April 1857, femårsdagen efter hans død, rejste venner hans buste på Vor Frue Plads; datoerne på sokkelen betegner åbningsdagen for den 1. Roskilde Stænderforsamling og for grundlovens vedtagelse, en bøgegren og en pinjegren hentyder på botanikeren. Schouw fik 1847 titel af etatsråd og blev 1849 Kommandør af Dannebrog.

## Betydning
Schouw hørte vel ikke til universitetslærerne af første rang; han havde ikke nogen henrivende eller begejstrende veltalenhed, men i hans skrift som i hans tale var der en velgørende ro og klarhed, parret med mildhed og elskværdighed, som måtte vinde hjerter. Han var af middelhøjde og havde milde, blå øjne. A.S. Ørsted udtalte 1836 om ham: "Man ser her en mærkelig Forening af dyb videnskabelig Forskning i Fag, der synes at ligge fjernt fra det statsborgerlige liv, og praktisk brugbarhed i en af de mest betydende stillinger for det statsborgerlige Livs Udvikling", og senere udtalte han sig atter om hans rene sindelag og den dybe samvittighedsfuldhed, der prægede hele hans virksomhed.

## Politikeren Schouw
Politisk tilhørte J.F. Schouw den retning, der senere er blevet kaldt "de ældre liberale". I 1835 blev han valgt til præsident for Øernes stænderforsamling i Roskilde, og året efter blev han også præsident for den nørrejyske stænderforsamling i Viborg. I 1848 blev han valgt som præsident for Den grundlovgivende Rigsforsamling.